# Fanny Roosová
Fanny Matilda Charlotta Roosová (* 2. ledna 1995 Ekenäs) je švédská reprezentantka ve vrhu koulí, členka klubu Atleticum Växjö SK. Jejím osobním trenérem je Vésteinn Hafsteinsson. Je držitelkou národního rekordu výkonem 18,68 m. V roce 2017 jí byla udělena čestná cena Stora Grabbars och Tjejers Märke.
Na mistrovství světa juniorů v atletice obsadila páté místo v roce 2012 a šesté místo v roce 2014. Na mistrovství Evropy v atletice do 23 let skončila v roce 2015 čtvrtá a v roce 2017 získala zlatou medaili. Na halovém mistrovství Evropy v atletice byla v roce 2015 desátá, v roce 2017 čtvrtá a v roce 2019 šestá. Startovala rovněž na mistrovství světa v atletice 2017 (vypadla v kvalifikaci, kde předvedla dvacátý nejlepší výkon) a na mistrovství Evropy v atletice 2018 (11. místo). Je pětinásobnou mistryní Švédska pod otevřeným nebem a šestinásobnou v hale. V roce 2019 vyhrála v Šamoríně Evropský pohár ve vrzích.